# پردیس سینمایی ساحل اصفهان
پردیس سینمایی ساحل یک مجموعه سینمایی در شهر اصفهان و کشور ایران است.
سینما ساحل اصفهان در سال ۱۳۵۴ در ضلع شمالی سی‌و‌سه‌پل و ضلع شمال غربی میدان انقلاب (۲۴ اسفند سابق) این شهر افتتاح شد. برای مدتی در دهه هفتاد شمسی نام این سینما به «سینما آفریقا» تغییر پیدا کرده بود. پردیس سینمایی ساحل اصفهان هم‌اکنون متعلق به حوزه هنری است و دارای ۹ سالن نمایش است که در مجموع ظرفیت میزبانی از هزار نفر را به طور همزمان دارد.

## عملیات بازسازی و تبدیل سینما ساحل به پردیس سینمایی
عملیات بازسازی سینما ساحل اصفهان از آبان‌ماه ۱۳۹۶ شروع و در آذرماه ۱۳۹۷ به پایان رسید. با به پایان رسیدن این عملیات بازسازی سینما ساحل اصفهان که فقط یک سالن سینما داشت به پردیس سینمایی ساحل اصفهان تبدیل شد که دارای ۹ سالن سینما مجموعا با گنجایش حدود هزار نفر است. پردیس سینمایی ساحل اصفهان از روز سه‌شنبه ۶ آذر ۱۳۹۷ فعالیت خود را پس از گذشت حدود یک سال تعطیلی به علت بازسازی از سر گرفت.

## امکانات و سالن‌ها
پردیس سینمایی ساحل اصفهان در مجموع دارای ۹ سالن با مجموع ظرفیتی در حدود هزار نفر است که دو سالن از پردیس با ظرفیت‌های ۲۰ و ۳۰ نفره ویژه کودکان طراحی شده است. یک سالن ۱۵۰ نفره روباز (تابستانی) هم در بین سالن‌های این پردیس سینمایی موجود است. از جمله امکانات دیگر پردیس سینمایی ساحل اصفهان می‌توان از وجود مهد کودک داخل این مجموعه نام برد.

## نگارخانه

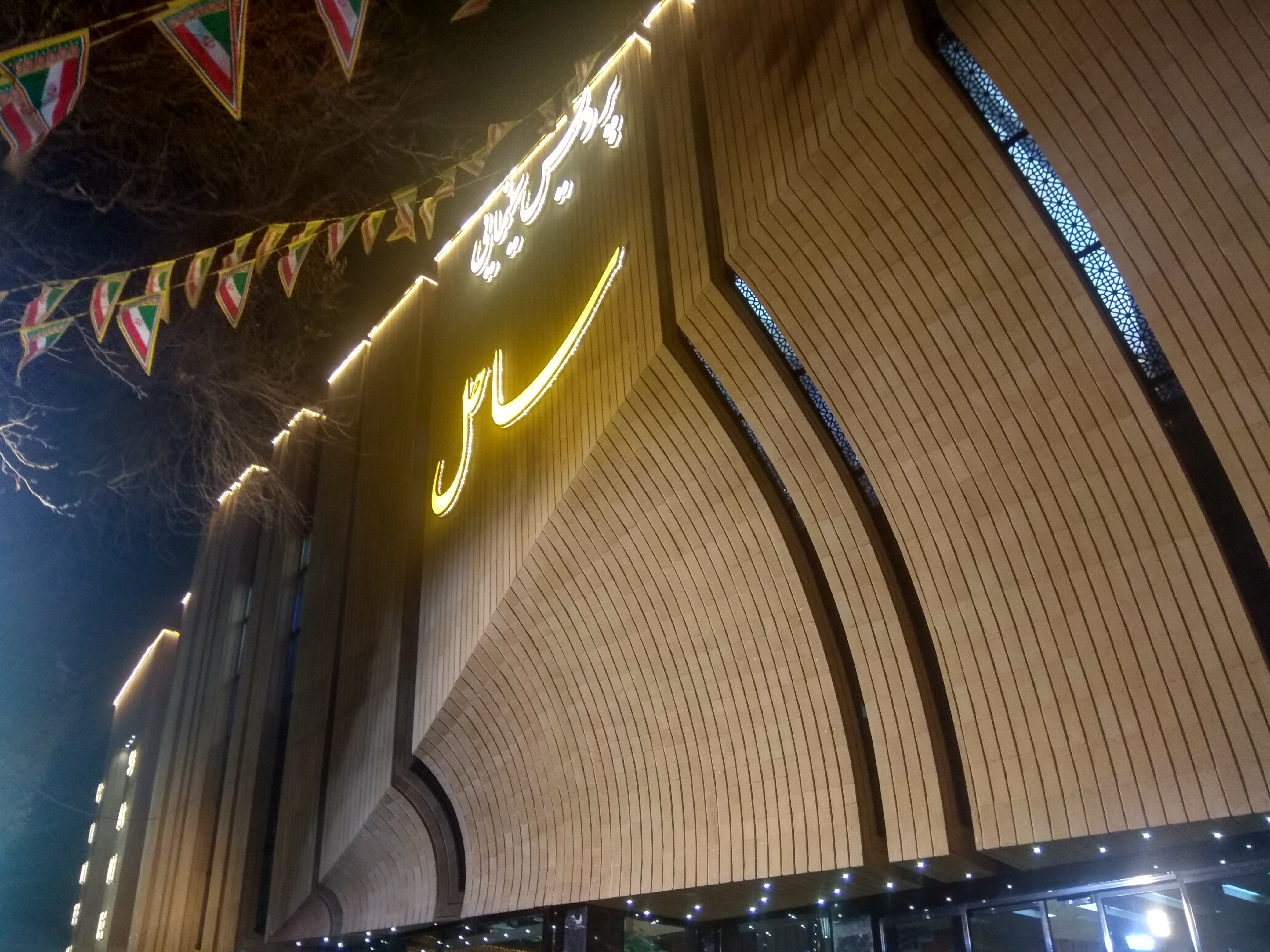
نمای بیرونی پس از بازسازی در سال ۱۳۹۷
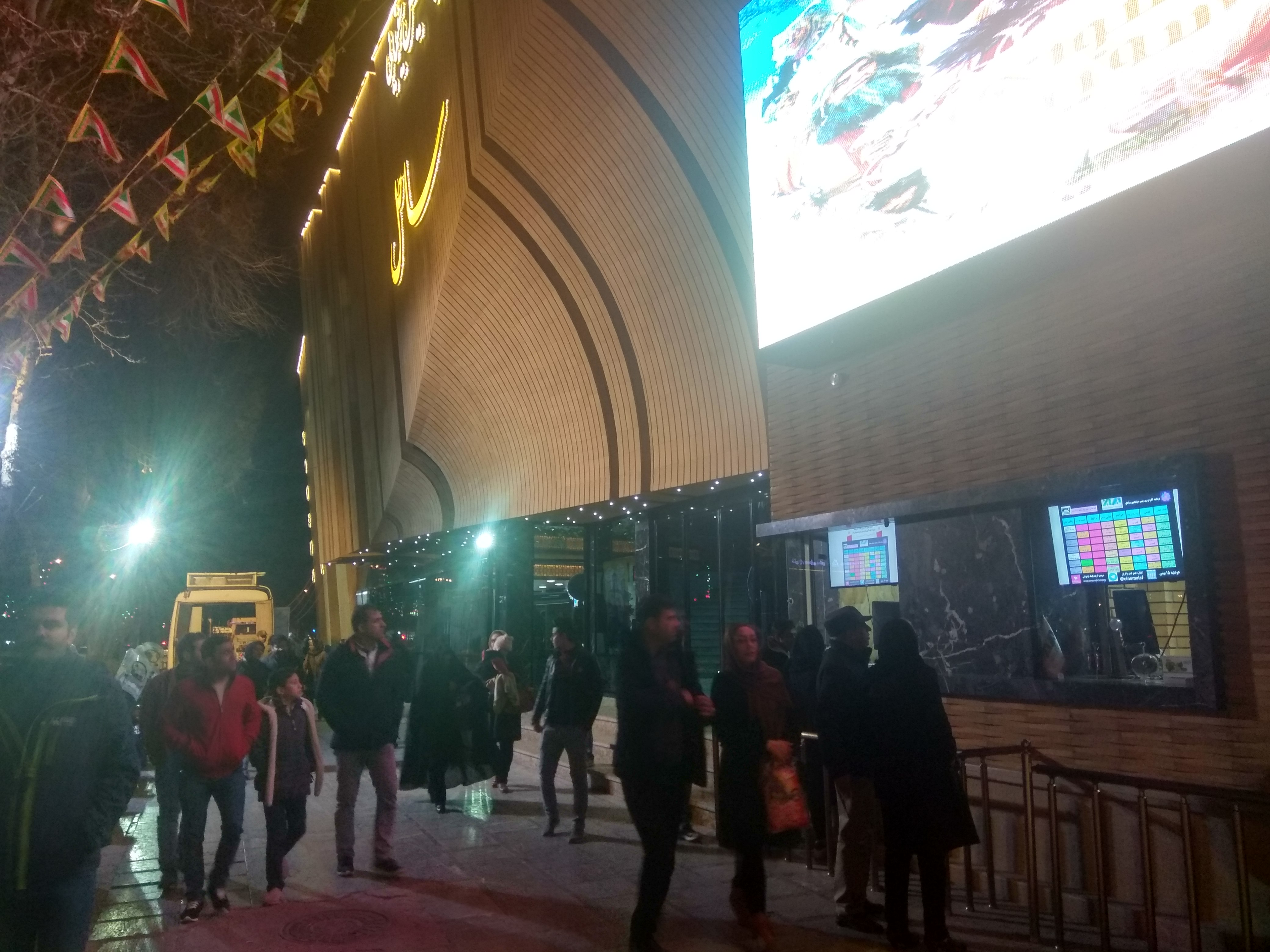
باجه بلیط فروشی به همراه ورودی پردیس سینمایی ساحل
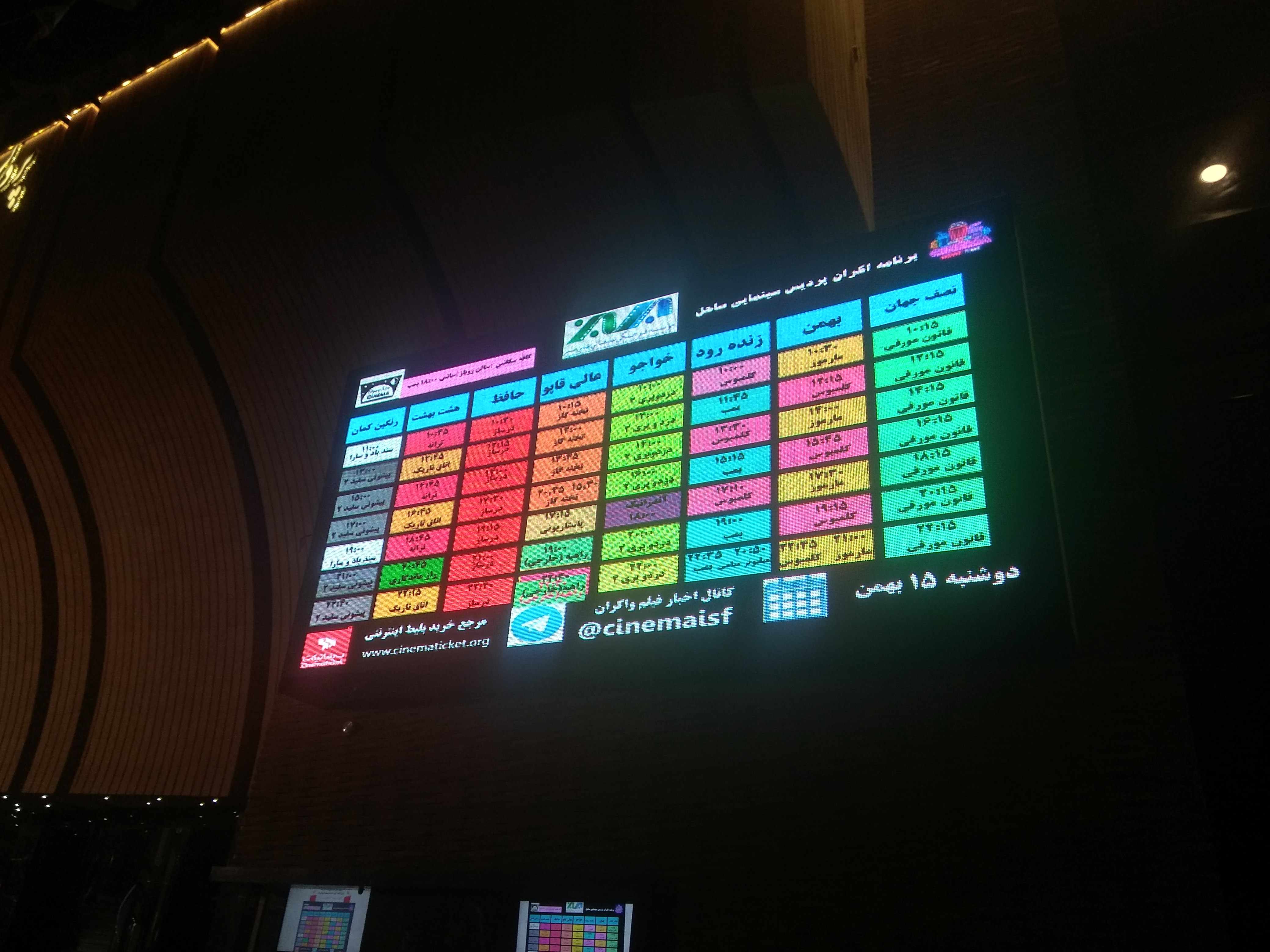
جدول نمایش ۹ سالن
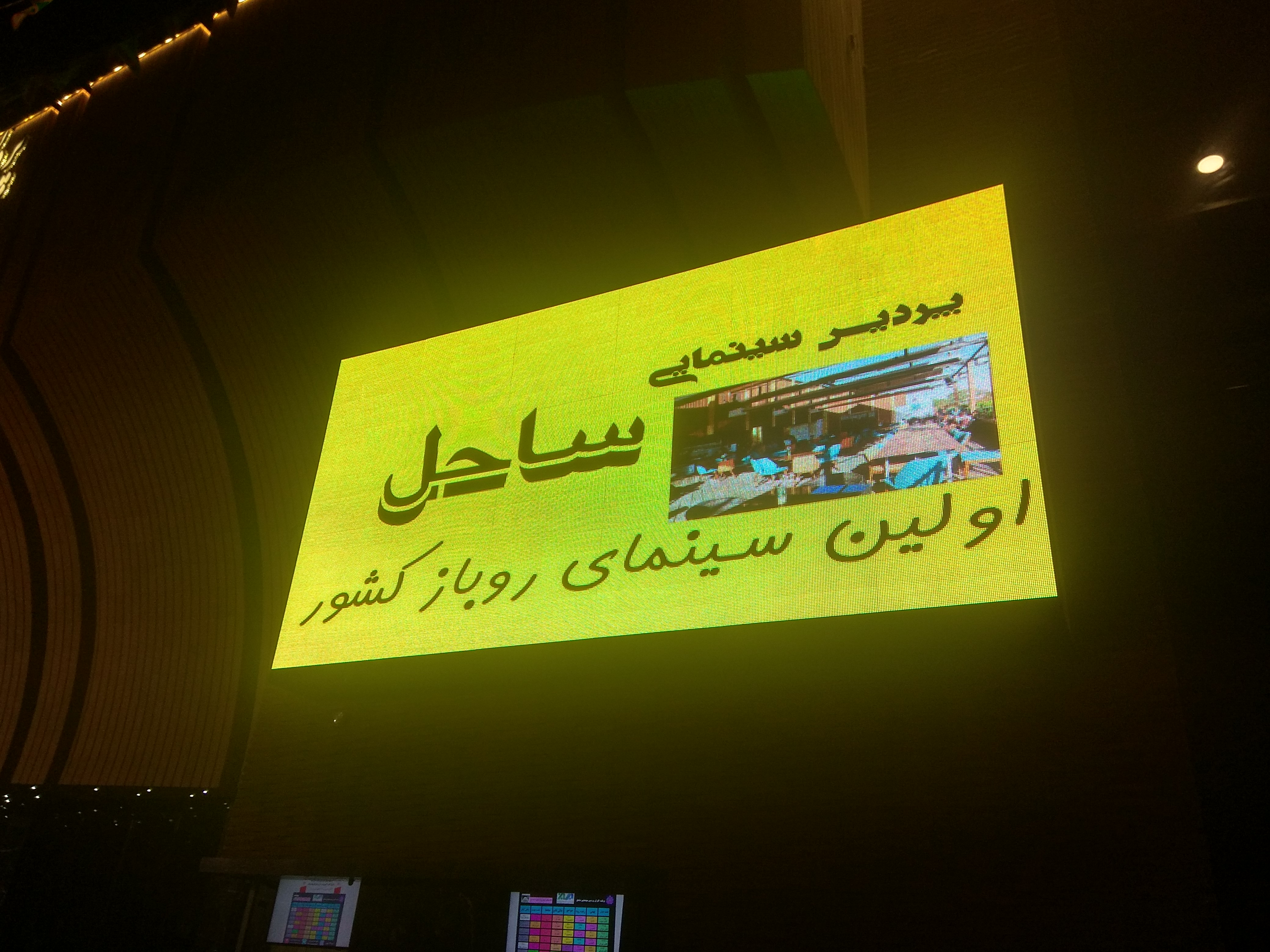
پردیس سینمایی ساحل یک سالن روباز هم دارد